# Lamiacris
Lamiacris is een geslacht van rechtvleugeligen uit de familie veldsprinkhanen (Acrididae). De wetenschappelijke naam van dit geslacht is voor het eerst geldig gepubliceerd in 1978 door Carbonell & Descamps.

## Soorten
Het geslacht Lamiacris  is monotypisch en omvat slechts de volgende soort:
- Lamiacris nigroguttata (Scudder, 1875)